# Bernhard Berlin

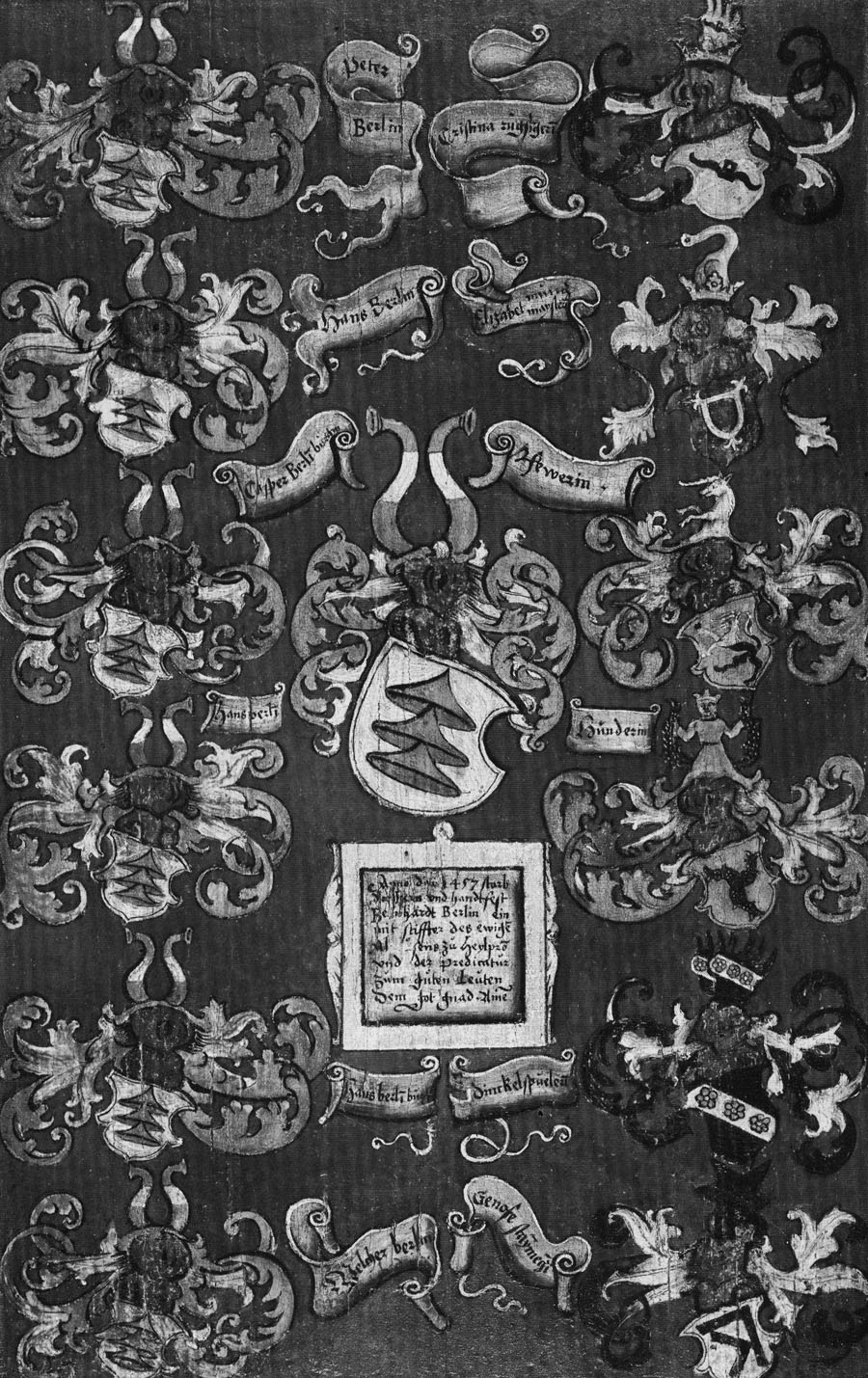
Stiftertafel des Ewigen Almosens für Bernhard Berlin, 1457

Bernhard Berlin (* unbekannt; † 1457 in Heilbronn) war 1456 und 1457 Bürgermeister der Reichsstadt Heilbronn.

## Leben
Berlin stammte aus einem alten Heilbronner Patriziergeschlecht. Das Wappen der Familie zeigt drei ineinandergesteckte Beren, zwei Büffelhörner dienen zur Helmzier.
Er war der zweite Bürgermeister aus der Heilbronner Familie Berlin. Möglicherweise war Bernhard der Sohn des Hans Berlin, der im Jahre 1431 Bürgermeister der Stadt war. Urkundlich wird Bernhard Berlin relativ selten erwähnt. 1444 war er Schultheiß und verkaufte an die Stadt Heilbronn einen Acker, auf dem kurz darauf das Karmeliterkloster errichtet wurde. Urkundlich bestätigt wurden außerdem verschiedene Rechtshandlungen. Am 5. August 1456 wird ein Kaufvertrag zwischen Bürgermeister Berlin und Holzapfel über Fischwasser besiegelt. 1457 starb er.

## Stiftertafel
Im Heilbronner Haus der Stadtgeschichte hat sich eine Stiftertafel von 1457 aus der Heilbronner Kilianskirche erhalten. Ihre Inschrift lautet:
 Anno Domini 1457 starb
 der eren und handtfest
 Bernhard Berlin ein 
mit stiffter des ewigen 
Almosens zuo Heylpron
 und der Predicatur
 zum guten Leuten
 Dem Got gnad. Amen
Das Ewige Almosen war 1449 vom Rat der Stadt als Stiftung gegründet worden. Das "Almosenhäuschen" befand sich bis 1830 neben dem nördlichen Choreingang der Kilianskirche (heute Kaiserstraße). Die Stiftung wurde von Bernhard Berlin im Jahre 1452 um den Beitrag von 40 Gulden erhöht. Im Jahre 1457 hinterließ Bernhard Berlin bei seinem Tod das Vermächtnis, den Finanzbeitrag um weitere 42 Gulden aufzustocken. Vom Ertrag der Stiftung wurden Naturalien als Almosen an Bedürftige verteilt.